# Straßenbahn Gifu
| Straßenbahnwagen der Baureihe Mo 510 |                           |                             |                  |
| Streckenlänge: | 7,6 km                    |                             |                  |
| Spurweite: | 1067 mm (Kapspur)         |                             |                  |
| Stromsystem: | 600 V =                   |                             |                  |
| Zweigleisigkeit: | ganze Strecke             |                             |                  |
| |                           |                             |                  |
| Gesellschaft: | Meitetsu (Nagoya Tetsudō) |                             |                  |
| \| \| \| Tōkaidō-Hauptlinie \| 1913– \| \| \| −0,2 \| Gifu-ekimae (駅前) \| 1953–1952 \| \| \| \| Shin-Gifu (新岐阜) \| –1943 \| \| \| 0,0 \| Gifu-ekimae (駅前) \| 1952–2003 \| \| \| 0,3 \| Shin-Gifu-ekimae \| Shin-Gifu-ekimae \| \| \| \| (新岐阜駅前) \| 1911–2005 \| \| \| \| Depot Gifu \| –1967 \| \| \| \| alte Tōkaidō-Hauptlinie \| 1887–1913 \| \| \| \| Ekimae (駅前) \| 1911–1913 \| \| \| 0,7 \| Kimpōchō (金宝町) \| 1911–2005 \| \| \| \| ← Meitetsu Minomachi-Linie \| 1950–2005 \| \| \| 0,9 0,0* \| Tetsumeichō (徹明町) \| 1911–2005 \| \| \| 0,3* \| Koganemachi (金町) \| 1925–2005 \| \| \| 0,7* \| Senjudō (千手堂) \| 1924–2005 \| \| \| \| Meitetsu Kagashima-Linie \| 1924–1964 \| \| \| 1,0* \| Hongōchō (本郷町) \| 1925–2005 \| \| \| \| Sugawarachō \| 1925–1946 \| \| \| 1,5* \| Nishinomachi (西野町) \| 1925–2005 \| \| \| 2,0* \| Chūsetsubashi (忠節橋) \| 1925–1953 \| \| \| \| Nagara-gawa \| \| \| \| \| Ibi-Linie (alt) \| 1914–1954 \| \| \| 2,3* \| Sōden (早田) \| 1948–2005 \| \| \| 2,8* \| Chūsetsu (忠節) \| 1953–2005 \| \| \| \| Meitetsu Ibi-Linie \| 1954–2005 \| \| \| 1,2 \| Yanagase (柳ヶ瀬) \| 1911–1988 \| \| \| \| Meitetsu Minomachi-Linie \| 1911–1950 \| \| \| 1,5 \| Shiyakusho-mae (市役所前) \| 1911–1988 \| \| \| \| Asahimachi (朝日町) \| –1946 \| \| \| 1,8 \| Imakochō (今小町) \| 1911–1948 \| \| \| 1,9 \| Daigakubyōin (大学病院前) \| 1948–1988 \| \| \| 2,4 \| Inaba-dōri (伊奈波通) \| 1911–1988 \| \| \| 2,6 \| Yajima (矢島) \| 1911–1946 \| \| \| 2,8 \| Hommachi (本町) \| 1911–1988 \| \| \| 3,2 \| Zaimokuchō (材木町) \| 1948–1988 \| \| \| 3,5 \| Kōen-mae (公園前) \| 1912–1988 \| \| \| 4,0 \| Nagarabashi (長良橋) \| 1912–1988 \| \| \| \| Nagara-gawa \| \| \| \| 4,4 \| Ukaiya (鵜飼屋) \| 1915–1988 \| \| \| 4,8 \| Nagara-Kitamachi (長良北町) \| 1913–1988 \| \| \| \| Meitetsu Takatomi-Linie \| 1913–1960 \| |                           |                             |                  |
| Kreuzung geradeaus unten · Strecke quer · Bahnhof quer |                           | Tōkaidō-Hauptlinie          | 1913–            |
| Strecke · U-Bahn-Kopfbahnhof Streckenanfang (Strecke außer Betrieb) | −0,2                      | Gifu-ekimae (駅前)          | 1953–1952        |
| Abzweig geradeaus und ehemals nach links · Kopfbahnhof Streckenende und quer (Strecke außer Betrieb) · U-Bahn-Haltepunkt / Haltestelle (Strecke außer Betrieb) |                           | Shin-Gifu (新岐阜)          | –1943            |
| Strecke · U-Bahn-Abzweig geradeaus und von links (Strecke außer Betrieb) · U-Bahn-Kopfbahnhof Streckenende und quer (Strecke außer Betrieb) | 0,0                       | Gifu-ekimae (駅前)          | 1952–2003        |
| Strecke nach links · U-Bahn-Haltepunkt / Haltestelle (Strecke außer Betrieb) | 0,3                       | Shin-Gifu-ekimae            | Shin-Gifu-ekimae |
| Strecke quer · Abzweig quer und ehemals von rechts · U-Bahn-Strecke (außer Betrieb) |                           | (新岐阜駅前)                | 1911–2005        |
| U-Bahn-Betriebsstelle Streckenanfang und quer (Strecke außer Betrieb) · U-Bahn-Abzweig mit Eisenbahn quer und nach links (Strecke außer Betrieb) · U-Bahn-Abzweig quer und von links (Strecke außer Betrieb) · U-Bahn-Strecke nach rechts (außer Betrieb) |                           | Depot Gifu                  | –1967            |
| Strecke quer (außer Betrieb) · U-Bahn-Kreuzung mit Eisenbahn (Strecken außer Betrieb) |                           | alte Tōkaidō-Hauptlinie     | 1887–1913        |
| U-Bahn-Haltepunkt / Haltestelle (Strecke außer Betrieb) |                           | Ekimae (駅前)               | 1911–1913        |
| U-Bahn-Haltepunkt / Haltestelle (Strecke außer Betrieb) | 0,7                       | Kimpōchō (金宝町)           | 1911–2005        |
| U-Bahn-Strecke (außer Betrieb) |                           | ← Meitetsu Minomachi-Linie  | 1950–2005        |
| U-Bahn-Strecke quer (außer Betrieb) · ehemaliger U-Bahn-Turmbahnhof (Strecke geradeaus außer Betrieb) · U-Bahn-Strecke quer (außer Betrieb) · U-Bahn-Strecke von rechts (außer Betrieb) | 0,9 0,0*                  | Tetsumeichō (徹明町)        | 1911–2005        |
| U-Bahn-Strecke (außer Betrieb) · U-Bahn-Haltepunkt / Haltestelle (Strecke außer Betrieb) | 0,3*                      | Koganemachi (金町)          | 1925–2005        |
| U-Bahn-Strecke (außer Betrieb) · U-Bahn-Haltepunkt / Haltestelle (Strecke außer Betrieb) | 0,7*                      | Senjudō (千手堂)            | 1924–2005        |
| U-Bahn-Strecke (außer Betrieb) · U-Bahn-Abzweig geradeaus und nach links (Strecke außer Betrieb) |                           | Meitetsu Kagashima-Linie    | 1924–1964        |
| U-Bahn-Strecke (außer Betrieb) · U-Bahn-Haltepunkt / Haltestelle (Strecke außer Betrieb) | 1,0*                      | Hongōchō (本郷町)           | 1925–2005        |
| U-Bahn-Strecke (außer Betrieb) · U-Bahn-Haltepunkt / Haltestelle (Strecke außer Betrieb) |                           | Sugawarachō                 | 1925–1946        |
| U-Bahn-Strecke (außer Betrieb) · U-Bahn-Haltepunkt / Haltestelle (Strecke außer Betrieb) | 1,5*                      | Nishinomachi (西野町)       | 1925–2005        |
| U-Bahn-Strecke (außer Betrieb) · U-Bahn-Haltepunkt / Haltestelle (Strecke außer Betrieb) | 2,0*                      | Chūsetsubashi (忠節橋)      | 1925–1953        |
| U-Bahn-Strecke (außer Betrieb) · U-Bahn-Brücke über Wasserlauf (Strecke außer Betrieb) |                           | Nagara-gawa                 | Nagara-gawa      |
| U-Bahn-Strecke (außer Betrieb) · Haltepunkt / Haltestelle Streckenanfang und quer (Strecke außer Betrieb) · U-Bahn-Kreuzung mit Eisenbahn geradeaus oben (Strecken außer Betrieb) |                           | Ibi-Linie (alt)             | 1914–1954        |
| U-Bahn-Strecke (außer Betrieb) · U-Bahn-Haltepunkt / Haltestelle (Strecke außer Betrieb) | 2,3*                      | Sōden (早田)                | 1948–2005        |
| U-Bahn-Strecke (außer Betrieb) · U-Bahn-Kopfbahnhof mit Eisenbahn Streckenende und Streckenanfang (Strecke außer Betrieb) | 2,8*                      | Chūsetsu (忠節)             | 1953–2005        |
| U-Bahn-Strecke (außer Betrieb) · Strecke nach links (außer Betrieb) |                           | Meitetsu Ibi-Linie          | 1954–2005        |
| U-Bahn-Haltepunkt / Haltestelle (Strecke außer Betrieb) | 1,2                       | Yanagase (柳ヶ瀬)           | 1911–1988        |
| U-Bahn-Abzweig geradeaus und nach rechts (Strecke außer Betrieb) |                           | Meitetsu Minomachi-Linie    | 1911–1950        |
| U-Bahn-Haltepunkt / Haltestelle (Strecke außer Betrieb) | 1,5                       | Shiyakusho-mae (市役所前)   | 1911–1988        |
| U-Bahn-Haltepunkt / Haltestelle (Strecke außer Betrieb) |                           | Asahimachi (朝日町)         | –1946            |
| U-Bahn-Haltepunkt / Haltestelle (Strecke außer Betrieb) | 1,8                       | Imakochō (今小町)           | 1911–1948        |
| U-Bahn-Haltepunkt / Haltestelle (Strecke außer Betrieb) | 1,9                       | Daigakubyōin (大学病院前)   | 1948–1988        |
| U-Bahn-Haltepunkt / Haltestelle (Strecke außer Betrieb) | 2,4                       | Inaba-dōri (伊奈波通)       | 1911–1988        |
| U-Bahn-Haltepunkt / Haltestelle (Strecke außer Betrieb) | 2,6                       | Yajima (矢島)               | 1911–1946        |
| U-Bahn-Haltepunkt / Haltestelle (Strecke außer Betrieb) | 2,8                       | Hommachi (本町)             | 1911–1988        |
| U-Bahn-Haltepunkt / Haltestelle (Strecke außer Betrieb) | 3,2                       | Zaimokuchō (材木町)         | 1948–1988        |
| U-Bahn-Haltepunkt / Haltestelle (Strecke außer Betrieb) | 3,5                       | Kōen-mae (公園前)           | 1912–1988        |
| U-Bahn-Haltepunkt / Haltestelle (Strecke außer Betrieb) | 4,0                       | Nagarabashi (長良橋)        | 1912–1988        |
| U-Bahn-Brücke über Wasserlauf (Strecke außer Betrieb) |                           | Nagara-gawa                 | Nagara-gawa      |
| U-Bahn-Haltepunkt / Haltestelle (Strecke außer Betrieb) | 4,4                       | Ukaiya (鵜飼屋)             | 1915–1988        |
| U-Bahn-Kopfbahnhof mit Eisenbahn Streckenende und Streckenanfang (Strecke außer Betrieb) | 4,8                       | Nagara-Kitamachi (長良北町) | 1913–1988        |
| Strecke (außer Betrieb) |                           | Meitetsu Takatomi-Linie     | 1913–1960        |

Die Straßenbahn Gifu, offiziell Meitetsu Gifu-Stadtlinie (jap. 名鉄岐阜市内線, Meitetsu Gifu-shinai-sen) genannt, war ein Straßenbahnbetrieb in der japanischen Stadt Gifu. Er war von 1911 bis 2005 in Betrieb, gehörte zuletzt der Bahngesellschaft Meitetsu (Nagoya Tetsudō) und verband die Bahnhöfe in der Innenstadt mit mehreren Überlandstraßenbahnen und Kleinbahnen (Light Railways) in die Vororte.

## Beschreibung

Straßenbahnnetz in Gifu

Das in Kapspur (1067 mm) verlegte Streckennetz war 7,6 km lang und mit 600 V Gleichspannung elektrifiziert. Es bestand aus zwei Strecken, die beide zweigleisig ausgebaut und fast vollständig straßenbündig waren. Die 4,8 km lange Hauptstrecke begann vor dem Bahnhof Gifu von JR Central, führte am Bahnhof Meitetsu Gifu von Meitetsu vorbei und verlief anschließend nordwärts über Tetsumeichō nach Nagara-Kitamachi. Hinzu kam die Chūsetsu-Zweigstrecke, die in Tetsumeichō abzweigte und nordwestwärts über eine Länge von 2,8 km nach Chūsetsu führte.
Ein besonderes Merkmal der Gifu-Stadtlinie waren Verknüpfungen zu einem ausgedehnten Netz von Überlandstraßenbahnen und Kleinbahnen (Light Railways) mit einer Gesamtlänge von etwa 70 Kilometern. Dabei wurden häufig umsteigefreie Verbindungen vom und zum Stadtzentrum angeboten. Bei Tetsumeichō bestand Anschluss an die Meitetsu Minomachi-Linie nach Seki und Mino, bei Nagara-Kitamachi an die Meitetsu Takatomi-Linie nach Takatomi, bei Senjudō an die Meitetsu Kagashima-Linie nach Nishi-Kagashima und bei Chūsetsu an die Meitetsu Ibi-Linie nach Kurono und Hon-Ibi. Letztere schloss ihrerseits bei Kurono an die Meitetsu Tanigumi-Linie nach Tanigumi an.

## Geschichte

### Streckenbau
Eine Gruppe von Geschäftsleuten aus Gifu gründete im September 1909 die Bahngesellschaft Mino Denki Kidō, die danach strebte, die Stadt mit den umliegenden Gemeinden zu verbinden. Sie eröffnete am 11. Februar 1911 den ersten Abschnitt zwischen den Haltestellen Ekimae (beim heutigen Bahnhof Meitetsu Gifu) und Imakochō. Am 7. Oktober desselben Jahres reichte die Strecke bis Hommachi, am 28. August 1912 bis Nagarabashi. Die Verlegung der Tōkaidō-Hauptlinie im Stadtzentrum Gifus hatte eine Verlängerung nach Gifu-ekimae (vor dem heutigen Bahnhof Gifu) zur Folge. Am entgegengesetzten Ende war ab 20. November 1915 Nagara-Kitamachi erreichbar, wo Anschluss an die zwei Jahre zuvor eröffnete Takatomi-Linie bestand.
Ein Jahrzehnt lang ruhte die Expansion, bis zur Eröffnung des Teilstücks Tetsumeichō–Senjudō am 1. Juni 1925. Es ermöglichte die Anbindung der im Jahr zuvor eröffneten Kagashima-Linie. Ab 11. Dezember 1925 reichte die Straßenbahn bis Chūsetsubashi. Um zur nahe gelegenen Endstation der Ibi-Linie zu gelangen, mussten die Fahrgäste jedoch zu Fuß die Brücke über den Nagara überqueren. 1930 fusionierte die Mino Denki Kidō mit der Nagoya Tetsudō zur Meigi Tetsudō, die ihrerseits 1935 in der Meitetsu aufging. Durch die Verlegung der Endhaltestelle Gifu-ekimae am 1. Mai 1952 verkürzte sich die Länge der Straßenbahn um etwa 200 Meter. Ab 1. November 1948 befuhr die Straßenbahn die neu erbaute Nagara-Brücke bis Sōden (unmittelbar neben dem damaligen Bahnhof Chūsetsu gelegen), am 1. Juli 1953 erreichte sie mit der Verlängerung von Sōden zum neu erbauten Bahnhof Chūsetsu ihre maximale Ausdehnung. Dieses Teilstück ermöglichte ein Jahr später die direkte Anbindung der Straßenbahn an die Ibi-Linie.

### Niedergang und Stilllegung
Infolge der einsetzenden Massenmotorisierung nahm die Stadtverwaltung gegenüber der Straßenbahn zunehmend eine ablehnende Haltung ein. Da die befahrenen Straßen eng waren, kam es häufig zu Staus und ausweichende Motorfahrzeuge blieben auf den Schienen stehen. Die Züge konnten den Bahnhof Gifu deshalb häufig nicht erreichen und mussten bereits beim Bahnhof Shin-Gifu wenden. Ebenso verhinderten die engen Platzverhältnisse die Verbreiterung der Haltestellen, so dass die Fahrgäste immer wieder mit gefährlichen Situationen konfrontiert waren. Eine 1967 vom Stadtrat verabschiedete Resolution forderte die Stilllegung der Straßenbahn. Da mit der Meitetsu keine Einigung bezüglich finanzieller Entschädigung zustande kam, konnte die Resolution zunächst nicht umgesetzt werden. Ab 1970 trieb der Bürgermeister das Projekt einer Einschienenbahn voran. Die veranschlagten Kosten liefen aus dem Ruder und es hätten viele Gebäude abgerissen werden müssen, weshalb es 1975 sistiert und 1981 ganz aufgegeben wurde.
Die weiterhin straßenbahnfeindliche Einstellung der Stadtbehörden und deren konsequente Bevorzugung des Individualverkehrs fürten am 1. Juni 1988 zur Stilllegung des nördlichen Teils der Hauptstrecke zwischen Tetsumeichō und Nagara-Kitamachi. Die Meitetsu zog sich sukzessive auch von den Überlandstrecken zurück. Sie setzte dadurch frei gewordene Wagen auf dem verbliebenen Straßenbahnnetz ein, was ironischerweise vorübergehend eine Verbesserung des Angebots zur Folge hatte. Aufgrund von Bauarbeiten ruhte ab 1. Dezember 2003 der Betrieb zwischen den beiden Bahnhöfen im Stadtzentrum. Im März 2004 kündigte die Meitetsu an, alle verbliebenen Strecken in der Präfektur Gifu mit einer Oberleitungsspannung von 600 V aufzugeben. Eine angestrebte Übertragung des Betriebs an die Okayama Denki Kidō oder Connex scheiterte. Am 1. April 2005 legte die Meitetsu das letzte verbliebene Teilstück zwischen Shin-Gifu-ekimae und Chūsetsu still.

## Bilder

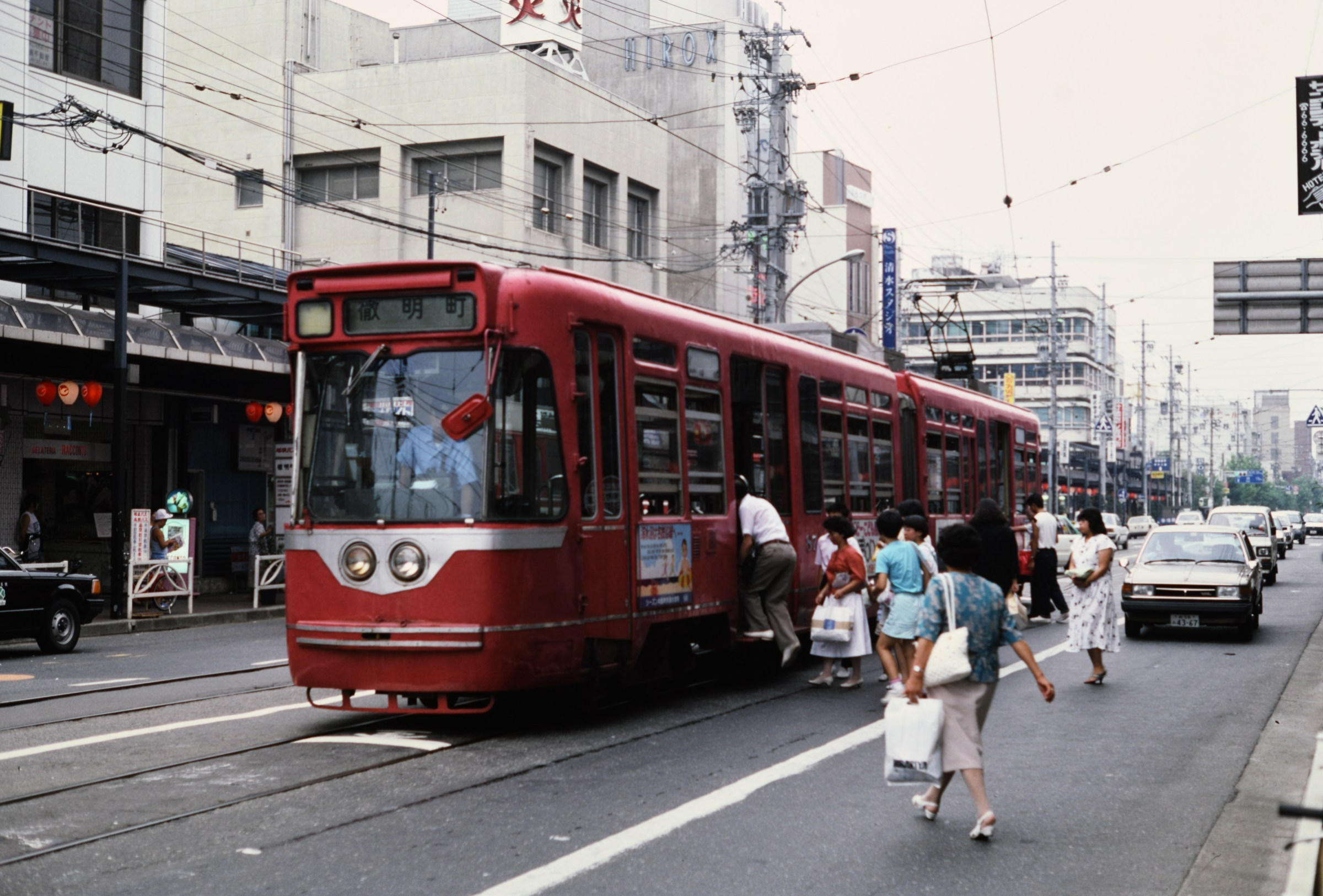
Haltestelle Tetsumeichō (1987)
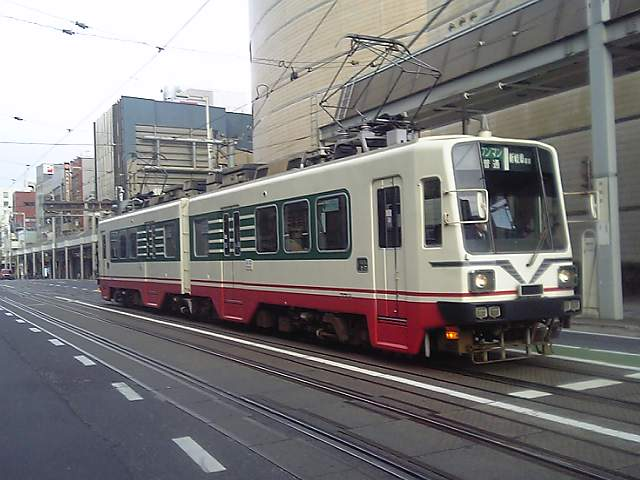
Triebwagen der Baureihe Mo770 (2005)
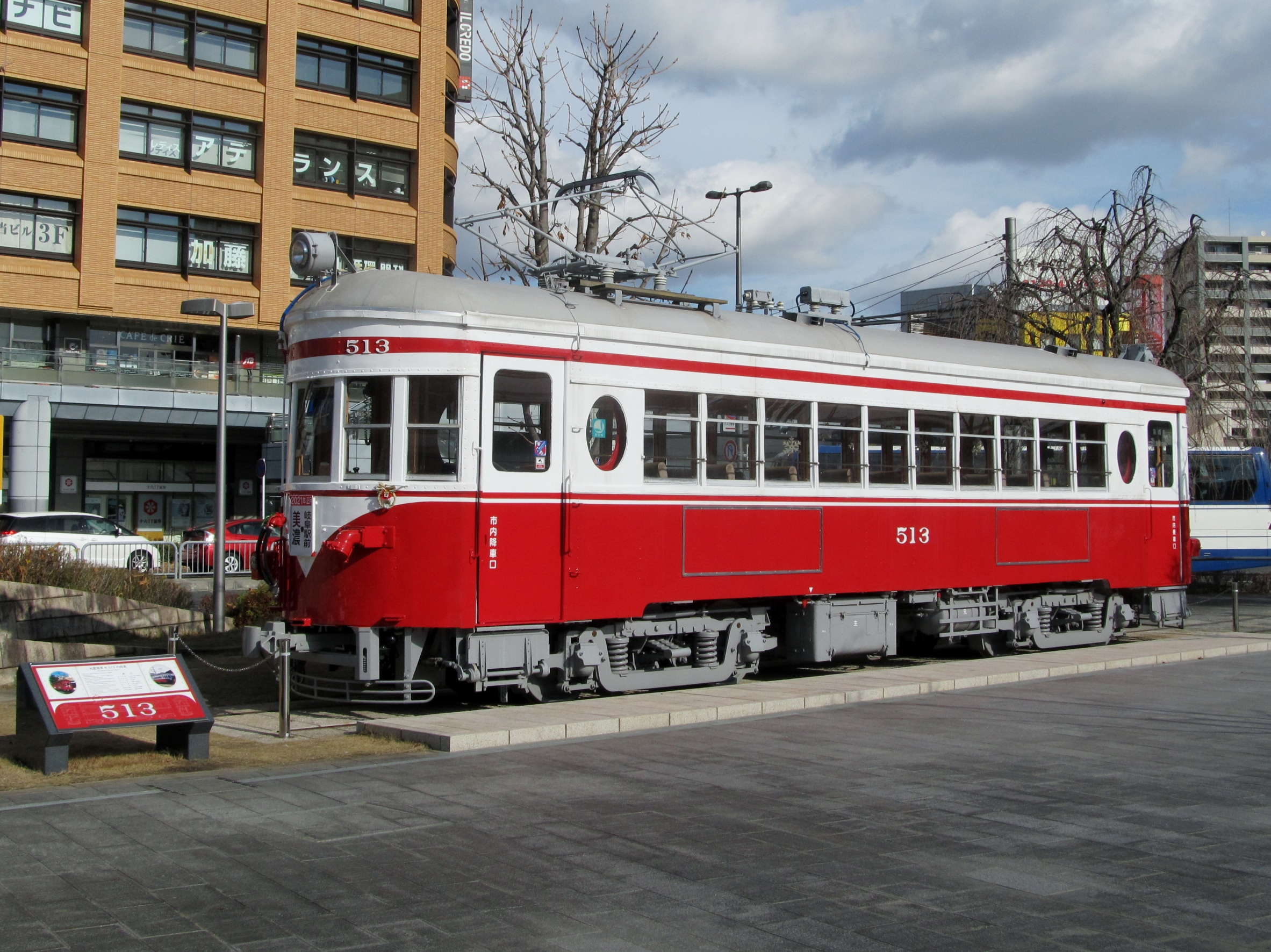
Erhalten gebliebener Triebwagen des Typs Mo510 vor dem Bahnhof Gifu